# Estació de les Fonts
Les Fonts és una estació de ferrocarril propietat de Ferrocarrils de la Generalitat de Catalunya (FGC) situada a la urbanització de les Fonts, del municipi de Terrassa, a la comarca del Vallès Occidental. L'estació es troba a la línia Barcelona-Vallès per on circulen trens de la línia suburbana S1.
L'estació es va obrir l'any 1920, tot i que feia un any que el tren arribava a Terrassa en una estació provisional, per part de l'empresa Ferrocarrils de Catalunya (FCC) que estava ampliant el Tren de Sarrià cap al Vallès.
L'any 2019 va registrar l'entrada de 423.774 passatgers.

## Serveis ferroviaris
| Línia Barcelona-Vallès de FGC |      |       |                 |                         |
| Procedència/Destinació        | <    | Línia | >               | Procedència/Destinació  |
| Barcelona - Pl. Catalunya     | Rubí |       | Terrassa Rambla | Terrassa Nacions Unides |

## Galeria d'imatges

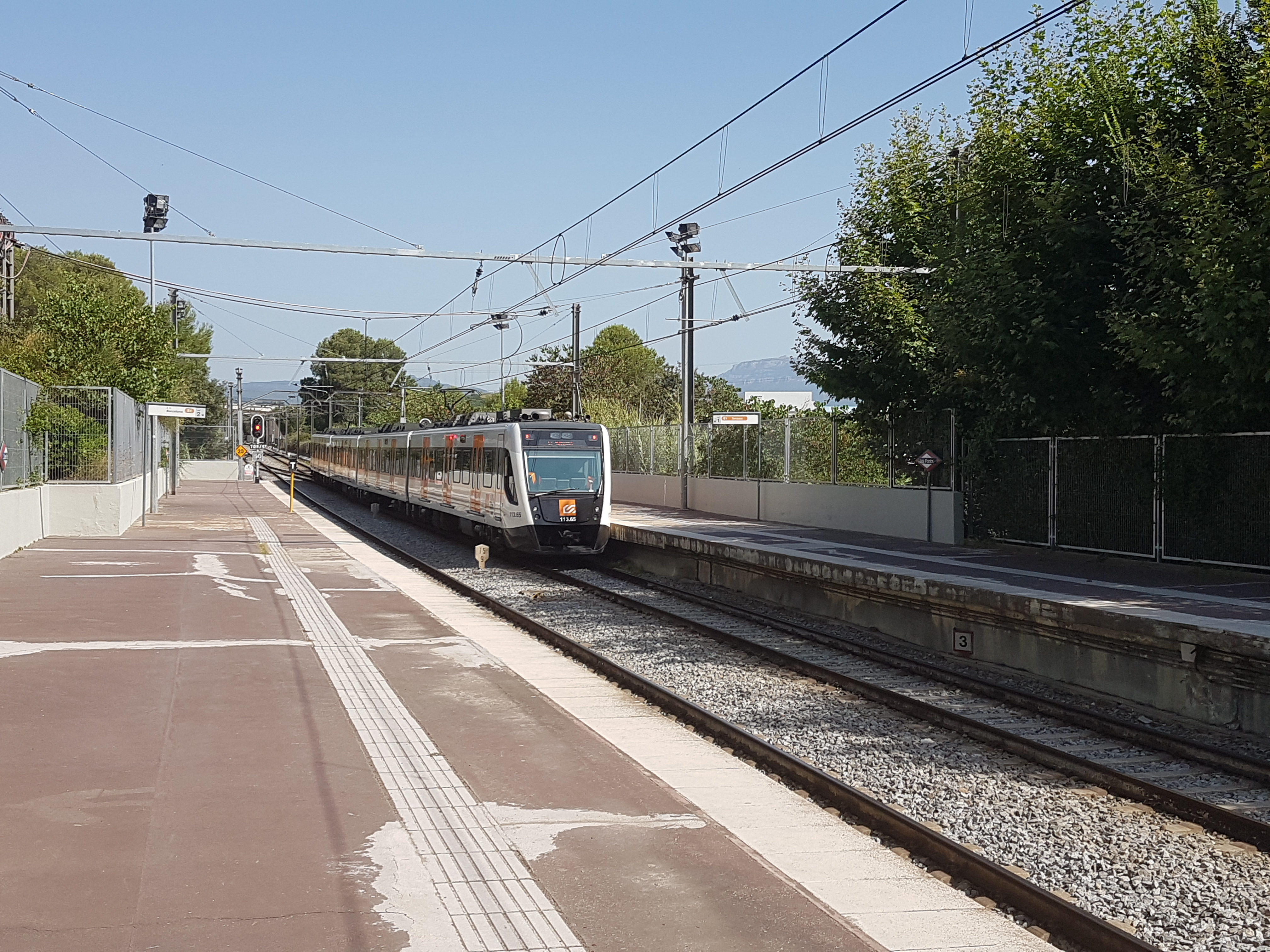
Servei suburbà S1 destinació Terrassa Nacions Unides deixant l'estació
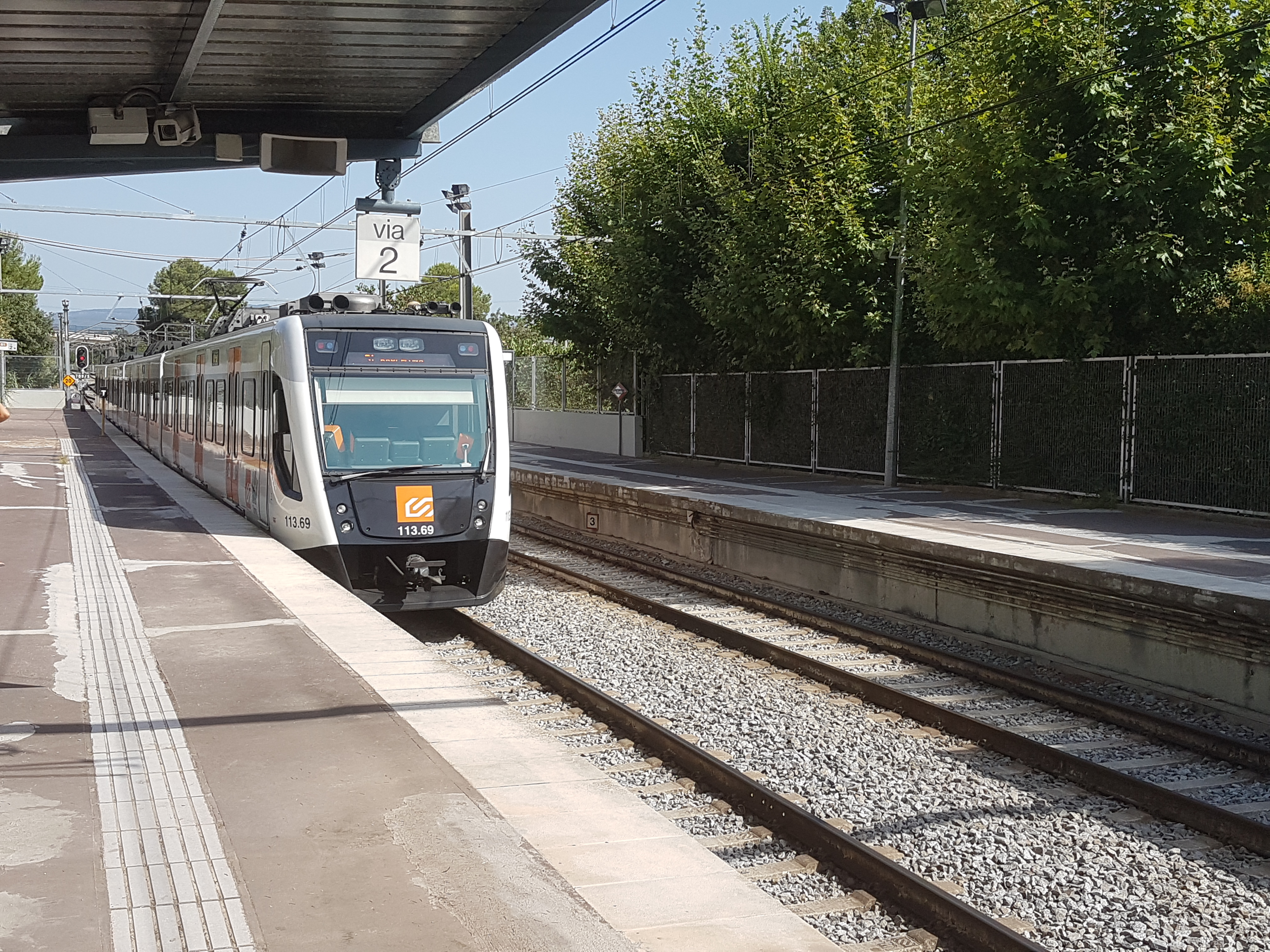
Servei suburbà S1 destinació Barcelona Plaça Catalunya arribant a l'estació